# John Birnie Philip

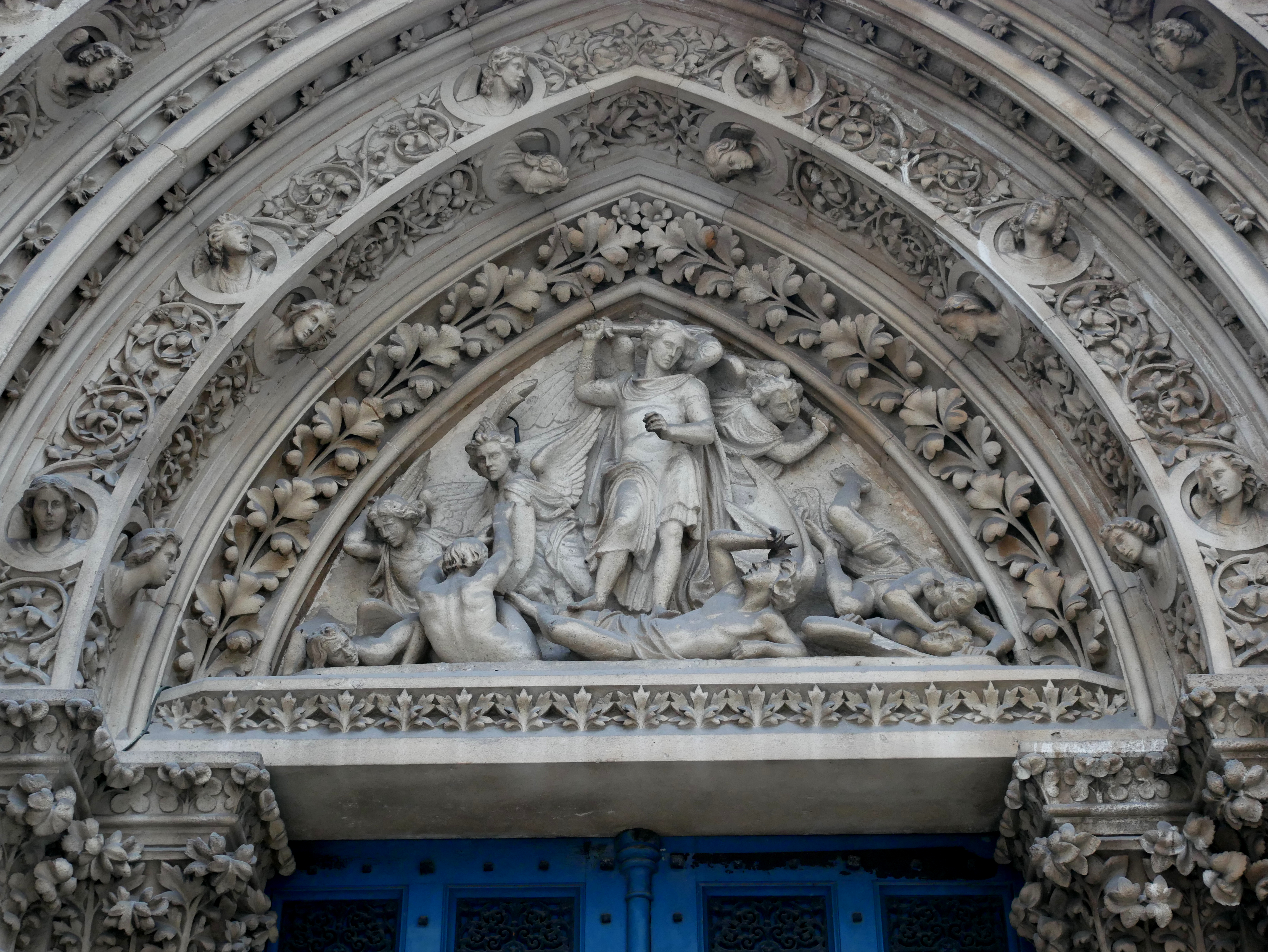
Tympanon am nördlichen Eingang von St. Michael, Cornhill in der City of London

John Birnie Philip (* 23. November 1824 in London; † 2. März 1875 in Chelsea, London) war ein englischer Bildhauer des 19. Jahrhunderts. Er ist vor allem für seine Arbeiten im Auftrag des Architekten Sir George Gilbert Scott bekannt, darunter seine bedeutenden Beiträge zum Albert Memorial in London.

## Leben

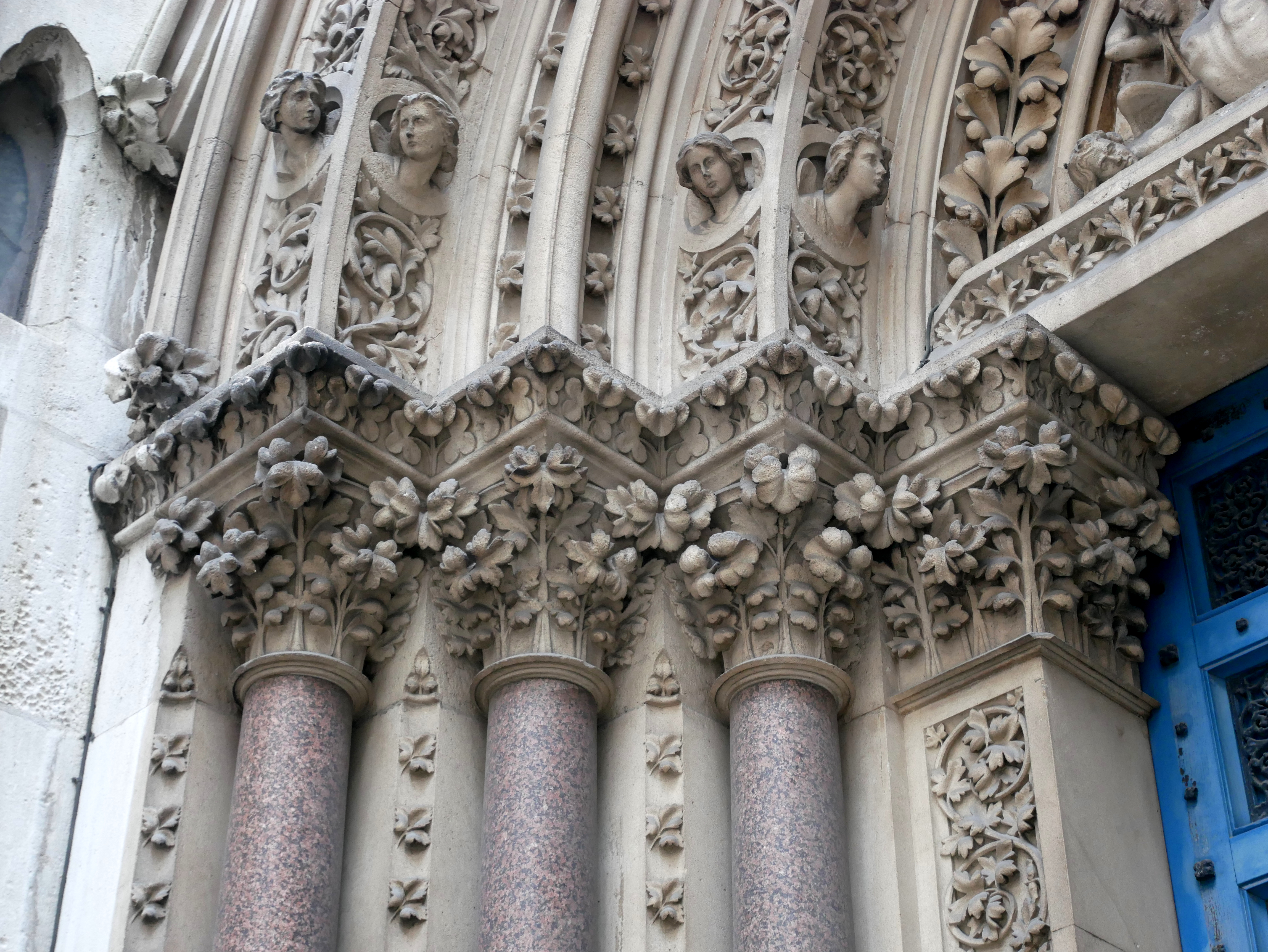
Detail am Nordeingang von St. Michael

John Birnie Philip wurde als Sohn von William und Elizabeth Philip in London geboren. Ab 1842 studierte er an der Government School of Design im Somerset House bei John Rogers Herbert. Später wechselte er zu Herberts eigener Schule in der Maddox Street. Über Herbert kam Philip mit dem Architekten Augustus Welby Northmore Pugin in Kontakt. Für diesen führte er Mitte der 1840er Jahre Bildschnitzarbeiten im Palace of Westminster aus. Nach einem Aufenthalt in Rom in den Jahren 1848/49 eröffnete er ein eigenes Atelier in Hans Place, Knightsbridge, später zog er nach Merton Villa in der King’s Road in Chelsea. Er starb am 2. März 1875 im Alter von 50 Jahren an Bronchitis und wurde auf dem Brompton Cemetery in London beigesetzt.

## Familie
1853 heiratete John Birnie Philip Frances Black. Das Paar hatte zehn Kinder. Seine Tochter Beatrice („Trixie“) heiratete 1888 den Künstler James McNeill Whistler. Eine weitere Tochter, Ethel, war mit dem Schriftsteller Charles Whibley verheiratet. Die jüngste Tochter Rosalind Birnie Philip wurde nach dem Tod ihrer Schwester Beatrice Whistlers Begleiterin, Sekretärin und Nachlassverwalterin. Seine älteste Tochter Constance war mit dem Künstler Cecil Gordon Lawson verheiratet.

## Werk

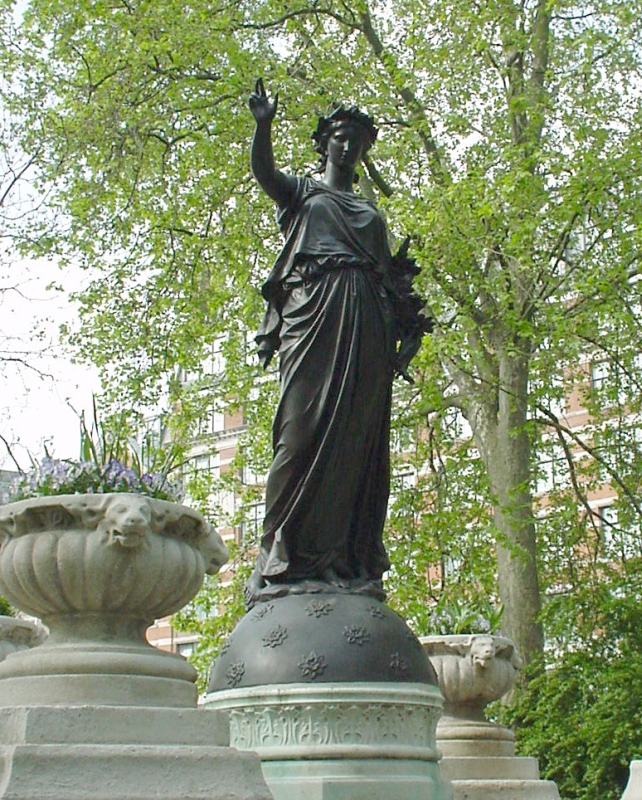
Friedensdenkmal, West Smithfield, London

John Birnie Philips Werk ist eng mit dem neugotischen Stil verbunden, den er in Zusammenarbeit mit Sir George Gilbert Scott in zahlreichen Projekten umsetzte. Sein erstes bedeutendes Werk war das Tympanonrelief St. Michael im Streit mit Satan (1858) für die Kirche St. Michael in Cornhill, London. Dieses Werk wurde auch in der Royal Academy ausgestellt. Zu seinen herausragenden Arbeiten zählt der Beitrag zum Albert Memorial in den Kensington Gardens in London. Zwischen 1863 und 1872 schuf er gemeinsam mit Henry Hugh Armstead die Friese auf dem Podium des Denkmals. Philips Werk ziert die Nord- und Westseite, auf der große Bildhauer und Architekten dargestellt sind. Die Figuren wurden in chronologischer Reihenfolge angeordnet. Zusätzlich modellierte er vier bronzene allegorische Figuren (Geometrie, Geologie, Physiologie und Philosophie) sowie acht vergoldete Engel für den Baldachin des Denkmals.
Darüber hinaus zählen folgende Werke zu den bedeutenderen:
- Reredos für die Ely Cathedral, St. George’s Chapel in Windsor und die Lichfield Cathedral.
- Grabmonumente, darunter das von Königin Catherine Parr in der Kapelle von Sudeley Castle (1859) und das von Dean Lyall in der Canterbury Cathedral.
- Allegorische Figuren (Kunst, Recht, Handel) für die Fassade des Foreign and Commonwealth Office in Whitehall.
- Acht Statuen von Monarchen für die Royal Gallery im Palace of Westminster (1868–69).
- Die Statue Peace auf dem Trinkbrunnen in West Smithfield Gardens, London (1871–73).
- Dekorative Kapitelle mit Pflanzen- und Vogelmotiven auf der Blackfriars Bridge.
- Philips letztes Werk war die Statue von Edward Akroyd, M.P., in Halifax. Nach seinem Tod wurde sie von seinem Assistenten Ceccardo Egidio Fucigna vollendet.

Zu seinen Schülern gehörte unter anderem Thomas Stirling Lee.  